# Los pobres van al Cielo
Los pobres van al Cielo es una película de comedia, drama y acción mexicana de 1951 escrita y protagonizada por Evita Muñoz "Chachita", en el papel de 'Lupita', Freddy Fernández "El Pichi", como 'Andrés' y Salvador R. Soraiz, como 'El Martillo' 
Las dos figuras de esta película también protagonizaron juntos, interpretando una pareja sentimental en las películas Ustedes los ricos (1948) y Pepe el Toro (1951), y tiempo después, en la serie de televisión Nosotros los Gómez.

## Elenco
- Evita Muñoz "Chachita" .... Lupita
- Freddy Fernández "El Pichi" .... Andrés
- Domingo Soler .... Don Cosme
- Matilde Palou ... Doña Remedios
- Miguel Inclán .... Padre Bernardo
- Arturo Soto Rangel .... Director del reformatorio
- Waldo Custodio .... El Embajador
- José Pulido .... Doctor Jiménez
- Sergio Villarreal
- Jorge Pérez Martínez .... Beto
- Salvador R. Soraiz .... El Martillo
- Emma Grise .... Enfermera
- Mario Valdés
- Pepe Hernández .... Custodio reformatorio
- José Loza .... Joven atropellado
- Ernesto Escoto
- Vicente Peña
- Ignacio Peón .... Empleado tren
- Magda Donato